# Core 'ngrato
Core 'ngrato (Nevděčné srdce) je název slavné neapolské písně, kterou roku 1911 napsali v New Yorku italští emigranti, skladatel Salvatore Cardillo (1874–1947) a básník Alessandro Sisca alias Riccardo Cordiferro (1875–1940).
Píseň, napsaná v neapolštině a známá také pod názvem Catarí', Catarí', byla složena pro Enrica Carusa, který jí také proslavil. Zpěvák v ní oslovuje dívku jménem Catarí' (v neapolštině Kateřina), která jej již nemiluje a zpovídá se z obrovského smutku a utrpení, které proto cítí. Pro svou tesknou krásu patří dodnes do repertoáru slavných tenorů (Tino Rossi, Mario Lanza, Giuseppe Di Stefano, Luciano Pavarotti, Plácido Domingo, Andrea Bocelli a další).

## Text v neapolštině
Catarí', Catarí'...

pecché mm'e ddice sti pparole amare?!

Pecché mme parle e 'o core mme turmiente Catarí'?!

Nun te scurdá ca t'aggio dato 'o core, Catarí'...

Nun te scurdá...

Catarí'...

Catarí', che vène a dicere

stu pparlá ca mme dá spáseme?

Tu nun ce pienze a stu dulore mio?!

Tu nun ce pienze, tu nun te ne cure...

Core, core 'ngrato...
T'hê pigliato 'a vita mia!
Tutto è passato...
e nun ce pienze cchiù.
Catarí', Catarí'...

tu nun 'o ssaje ca fino e 'int'a na chiesa

io só' trasuto e aggiu pregato a Dio, Catarí'...

E ll'aggio ditto pure a 'o cunfessore: "Io stó' a murí

pe' chella llá...

Stó' a suffrí,

stó' a suffrí nun se pò credere...

stó' a suffrí tutte li strazie..."

E 'o cunfessore, ch'è perzona santa,

mm'ha ditto: "Figliu mio lássala stá, lássala stá!..."

Core, core 'ngrato...
T'hê pigliato 'a vita mia!
Tutto è passato...
e nun ce pienze cchiù.